# Alain Colmerauer
Alain Colmerauer (24. ledna 1941 – 12. května 2017, Marseille) byl francouzský informatik. V roce 1972 vytvořil logický programovací jazyk Prolog a Q-systémy, jeden z nejranějších lingvistických formalizmů použitých při vývoji prototypu strojového překladatele TAUM-METEO. Působil jako profesor na Univerzitě v Aix-Marseilles, jako specialista na programování s omezujícími podmínkami.